# Поцілунок жінки-павука (фільм, 2025)
«Поцілунок жінки-павука» (англ. Kiss of the Spider-Woman) — американський кінофільм у жанрі драматичного мюзиклу, зрежисований і написаний Біллом Кондоном у 2025 році. Найособистіший фільм режисера в його кар'єрі, перші ідеї створення якого з'явились у Кондона ще на початку 2000-х років. Друга екранізація однойменного іспаномовного роману Мануеля Пуїга та перша адаптація однойменного мюзиклу 1992 року, поставленого, зокрема, на Бродвеї.
Головні ролі виконали Тонатіу, Дієго Луна та Дженніфер Лопес. Прем'єра фільму відбулась 26 січня 2025 року на кінофестивалі «Санденс», де критики сприйняли його переважно позитивно. Вихід в американський прокат запланований на 10 жовтня того ж року.

## Сюжет
Дія фільму відбувається в аргентинській в'язниці у 1981 році, під час Брудної війни. Стиліст-гомосексуал Луїс Моліна засуджений до 8 років ув'язнення за можливе розбещення неповнолітнього. У своїй уяві він створює власні кінофільми, головною зіркою яких є вигадана ним Інгрід Луна, зокрема в ролі жінки-павука, що вбиває одним лиш поцілунком.
Тюремна буденність Луїса змінюється з появою в його камері політв'язня-марксиста Валентіна Аррегві…

## У ролях
- Тонатіу — Луїс Моліна / Кендалл Несбітт
- Дієго Луна — Валентін Аррегві / Армандо
- Дженніфер Лопес — Інгрід Луна / Аврора
- Тоні Доволані — Джонні Десідеріо
- Жозефіна Скальйоне — Марта
- Бруно Бішир — наглядач

## Створення
У 1980-ті роки тоді ще 30-річний Білл Кондон був вражений екранізацією роману Мануеля Пуїга «Поцілунок жінки-павука», світовою увагою до неї й тим, що головного героя-гомосексуала грає один із чільних акторів десятиліття Вільям Герт. У 1990-ті роки однойменний мюзикл, його гомосексуальні контексти та жорсткість, здійснили прорив на бродвейській сцені. Проте Кондон залишався невдоволеним іншими адаптаціями роману, які притушували квір-деталі: «Якщо ви його прочитаєте, то будете вражені його злободенністю».
На початку 2000-х років Кондон почав розробляти ідеї кіноадаптації мюзиклу, намагаючись поєднати елементи роману та бродвейської вистави з власною хаотичною чутливістю:
|  | В обох персонажів я вклав жахаючо-велику частку себе. Моліна з його любов'ю до старих голлівудських форм — це моє пояснення власної еклектичної кар'єри, в якій мене вабили різноманітні жанри, деякі з яких не найшанованіші. |

Восени 2023 року Кондон завершив сценарій, спеціально виписавши роль кінозірки Інгрід Луни для Дженніфер Лопес. Акторка, яка все життя підшукувала роль у справжньому кіномюзиклі, одразу ж погодилась. За продюсування фільму взялась компанія Artists Equity, керована тодішнім романтичним партнером Лопес Беном Аффлеком.

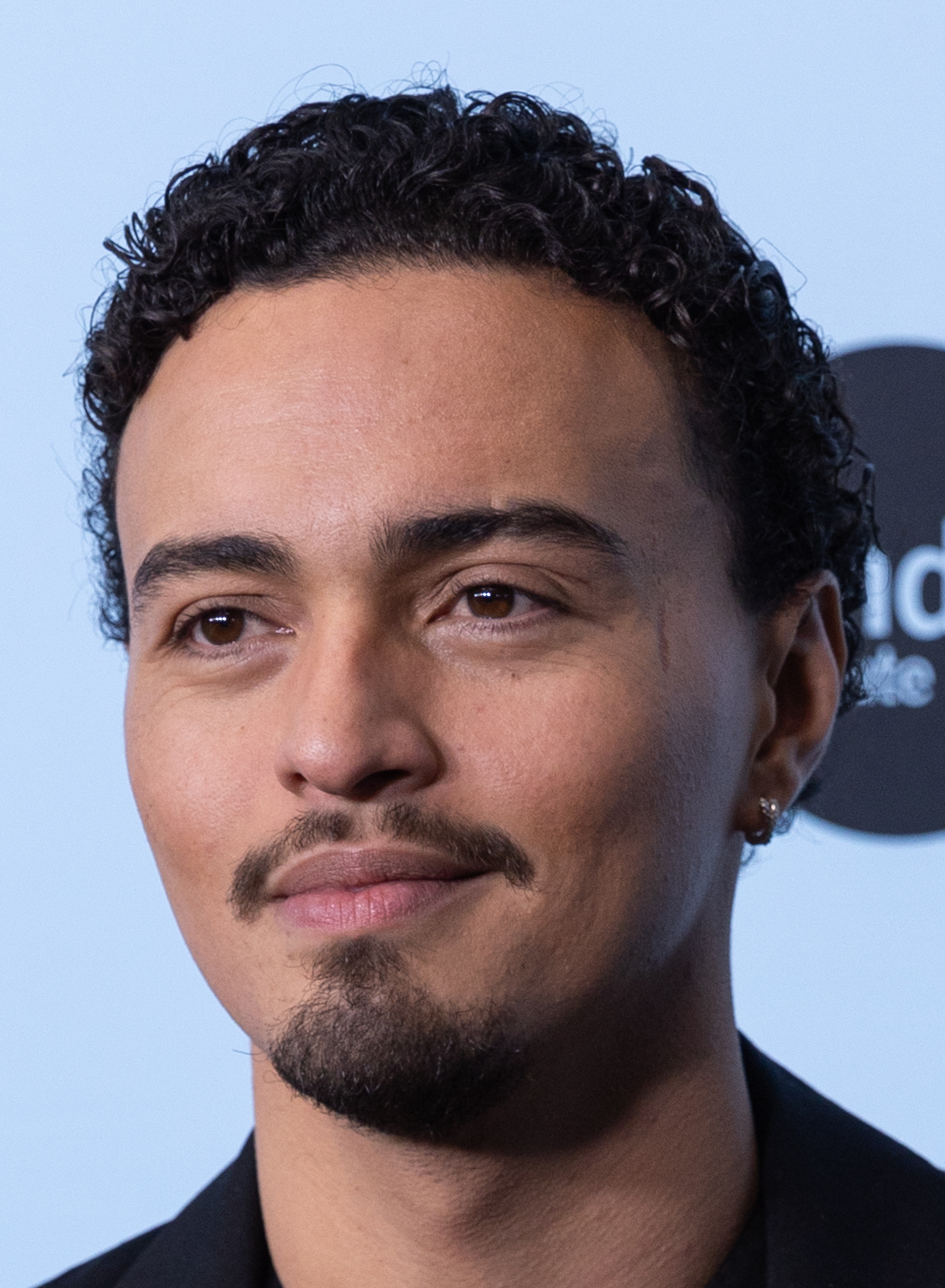
Тонатіу на прем'єрі фільму на кінофестивалі «Санденс», січень 2025 року

Білл Кондон передивився проби сотень кандидатів на роль Луїса Моліни. Тонатіу спочатку відмовили у ролі, оскільки актор видався кастинг-команді надто юним. Тільки за декілька тижнів Кондон знову вийшов із ним на зв'язок, попросивши приїхати на заключну читку сценарію з Дієго Луною. Відкриття актора світу Кондон порівняв із власним відкриттям Дженніфер Гадсон у мюзиклі «Дівчата мрії» (2006). «Розкриваючи Моліну, я неначе перевідкривав багато речей, які з часом я закинув — як-то жіночність власної особистості, яка була вичавлена з мене» — казав Тонатіу. Як і у випадку з Лопес, першим і єдиним вибором режисера на роль Валентіна був Дієго Луна, оскільки «цей великий актор привносить у кожну свою роль інтелект і відкритість».
Перед початком безпосереднього фільмування Тонатіу та Дієго Луна півтора місяця проходили репетиційний процес у Нью-Йорку. Хореограф фільму Серхіо Трухільйо відточував пластику акторів до ідеалу. Луна згадував, що був вкрай наляканий участю у стрічці, оскільки актори фактично виконували дві ролі, а для мюзиклу він тренований не був. Світ уявного фільму в голові Луїса Моліни створювався окремо від тюремних сцен — задачею творців було зробити візуально розкішний 35-хвилинний голлівудський мюзикл, в якому головною зіркою є героїня Дженніфер Лопес. «Основна особливість великих фільмів Міннеллі, Мамуляна, немюзиклів Дугласа Сірка — оповідь за допомогою кольорів, демонстрація того, що персонажі ведуть потаємне життя, за допомогою дизайну» — казав Білл Кондон.
Знімальний процес пройшов із березня по червень 2024 року. Тюремні сцени фільмували в Уругваї в надзвичайно швидкому темпі, а «фільм у фільмі» в уяві Моліни — в студійних павільйонах у Нью-Джерсі. Оператор Тобіас Е. Шлісслер змінював формат екрана для демонстрації різниці між двома світами: 1.85:1 для в'язниці та 1.33:1, формат класичних голлівудських мюзиклів, для сцен із Дженніфер Лопес. Серед відмінностей фільму від попередніх адаптацій — підкреслено розпалені та романтичні стосунки головних героїв. Кондон також вирізав декілька пісень з бродвейського мюзиклу задля уникнення надлишкової уваги до когось одного з персонажів.

## Сприйняття
Після завершення показу фільму на кінофестивалі «Санденс» у січні 2025 року глядачі двічі аплодували стоячи. Преса виокремлювала акторські роботи — Майк Флемінг (Deadline) вважав перевтілення Дженніфер Лопес «найкращою роллю акторки з часів „Поза полем зору“ (1998)», а Кріс Гарднер і Міа Галуппо назвали роль Тонатіу «народженням зірки». Відзначалась своєчасність виходу фільму та актуальність його тем — прем'єра відбулась всього за декілька днів після впровадження офіційної політики Дональда Трампа про фактичну «заборону» існування в країні трансгендерних статей, чому фільм неначе запекло протистоїть.
«Поцілунок жінки-павука» був переважно позитивно сприйнятий світовою кінокритикою. «Диригування Кондоном цим фільмом — технічно компетентне, місцями навіть вражаюче. … „Поцілунок жінки-павука“ присвячений магії кінематографа, проте сам не завжди є цією магією» — писав Маршалл Шеффер із The Playlist. Девід Руні (The Hollywood Reporter) підкреслював, що «в намаганнях трансформувати складний матеріал у видатний кіномюзикл, Кондон періодично наближається до успіху, завдячуючи якісній роботі центрових акторів». Натепер рейтинг фільму на Metacritic складає 60 %, на Rotten Tomatoes — 82 %.
Для самого Білла Кондона «Поцілунок жінки-павука» став найособистішим фільмом у кар'єрі: «Це незвичайний мюзикл. Він намагається бути дещо іншим від того, що ви бачили. Для мене він як єдиноріг — вкрай складно дістатись до його есенції та описати її». На думку Дженніфер Лопес, основна ідея фільму — «Любов виліковує кожного розділеного, перевершує найтяжчі обставини, стать, соціальні упередження». Акторка назвала свою участь у фільмі «найкращим досвідом» у її житті.